# LGBT práva na Tonze
Lesby, gayové, bisexuálové a transgender osoby (LGBT+) se mohu setkávat na ostrovním státě Tonga s právními komplikacemi, které jsou pro běžné heterosexuální páry neznámé. Stejnopohlavní aktivita mezi jedinci stejného pohlaví jsou oficiálně trestné jen pro muže, ale nejsou záznamy o případu jejich uplatnění.

## Stejnopohlavní soužití
Původní Polynésané (ani Tonga nebyla výjimkou) měli tolerantní vztah ke stejnopohlavním aktivitám i různým formám soužití až do příchodu evropských křesťanů. 
Polynésané, kteří jsou původními obyvateli souostroví Tonga, mají speciální výraz pocházejí ze starých dob - fakaleiti (v překladu jako žena) - označující muže, kteří se narodili jako muži, ale oblékají se a chovají jako ženy. Obdobné formy můžeme nalézt po celé Oceánii.
Roku 1988 byl přijat novelizovaný Trestní zákoník, který odůvodňuje stejnopohlavní mužská soužití jako hříčku proti přírodě a označuje jej za sodomitu. Pro účastníka těchto aktivit bude hrozit až trest odnětí svobody 10 let.

## Životní podmínky
Koncem roku 2016 začala LGBT organizace Tonga Leitis Association konzultace s vládními úředníky s cílem přesvědčit je o dekriminalizaci homosexuality. Po konzultacích oznámil generální prokurátor, že od r. 2016 nejsou zaznamenány žádné případy uplatnění.
Na LOH 2012 v Londýně vystoupil první otevřený gay-sportovec plavec Amini Fonua. Samotná člen královské rodiny, princezna Salote Mafileʻo Pilolevu Tuita, vyjádřila jisté nesouhlasné názory ohledně homosexuality. 
Obecně se tonžská společnost bere jako sociálně konzervativní, zejm. díky vysoké míře křesťanské zbožnosti, která tu je zejména z koloniálních dob. D9ky tomu stále přetrvávají spíše nesouhlasné názory vůči LGBT komunitě, která zde není téměř patrná. 

## Souhrnný přehled
| Legální stejnopohlavní styk                                          | / Mužský ilegální/ženský legální |
| Stejný věk legální způsobilosti k pohlavnímu styku pro obě orientace | / Muži ne/ženy ano               |
| Antidiskriminační zákony v zaměstnání                                | No                               |
| Antidiskriminační zákony v přístupu ke zboží a službám               | No                               |
| Antidiskriminační zákony v přístupu ke zboží a službám               | No                               |
| Stejnopohlavní manželství                                            | No                               |
| Stejnopohlavní soužití                                               | No                               |
| Adopce dítěte partnera                                               | No                               |
| Společná adopce dětí stejnopohlavními páry                           | No                               |
| Gayové a lesby smějí otevřeně sloužit v armádě                       | No                               |
| Možnost změny pohlaví                                                | No                               |
| Přístup k umělému oplodnění pro lesbické ženy                        | No                               |
| Náhradní mateřství pro gay páry                                      | No                               |
| MSM smějí darovat krev                                               | No                               |